# Punkevní jeskyně
Punkevní jeskyně jsou veřejně přístupný jeskynní systém v Moravském krasu v okrese Blansko. Nacházejí se v severní části chráněné krajinné oblasti Moravský kras, vstupní areál je umístěn v Pustém žlebu, v katastru obce Vavřinec (v jeho části Punkevní žleb). Punkevní jeskyně, kterými protéká řeka Punkva, jsou součástí systému Amatérské jeskyně a jsou propojeny se suchým dnem nedaleké propasti Macocha. Karel Absolon objevoval Punkevní jeskyně postupně v letech 1909–1933.
Punkevní jeskyně provozuje Správa jeskyní České republiky. Ročně je navštíví 200 000 turistů, což je činí nejnavštěvovanějším jeskynním systémem v Česku. Jsou jedinou zpřístupněnou jeskyní v Česku s podzemní plavbou pro návštěvníky.

## Prohlídková trasa
Prohlídková trasa začíná v Předním dómu (4 m dlouhý stalaktit Strážce, stalagnát Salmův sloup, Zrcadlové jezírko), odkud se po projití sifonem stoupá po schodech do Reichenbachova dómu. Následuje sestup Stalagmitovou chodbou do Zadního dómu (dvojice stalagmitů Trpaslík a Váza s rovnou plochou na vrcholu, skupina Turecký hřbitov a dlouhý stalaktit Jehla). Dále se prochází síní U Anděla (mohutný stalagnát kombinovaný s rozměrnými sintrovými kůrami a záclonami) a odtud se 100 m dlouhou raženou štolou vchází na dno propasti Macocha. Ze dna propasti se sestoupí k přístavišti a následuje podzemní plavba po řece Punkvě se zastávkou v Masarykově dómu (velké množství brček a hůlkových stalaktitů, mohutný prosvětlený stalagnát Husův sloup). Plavba končí v místech výtoku Punkvy. Délka zpřístupněné trasy činí 1250 m.

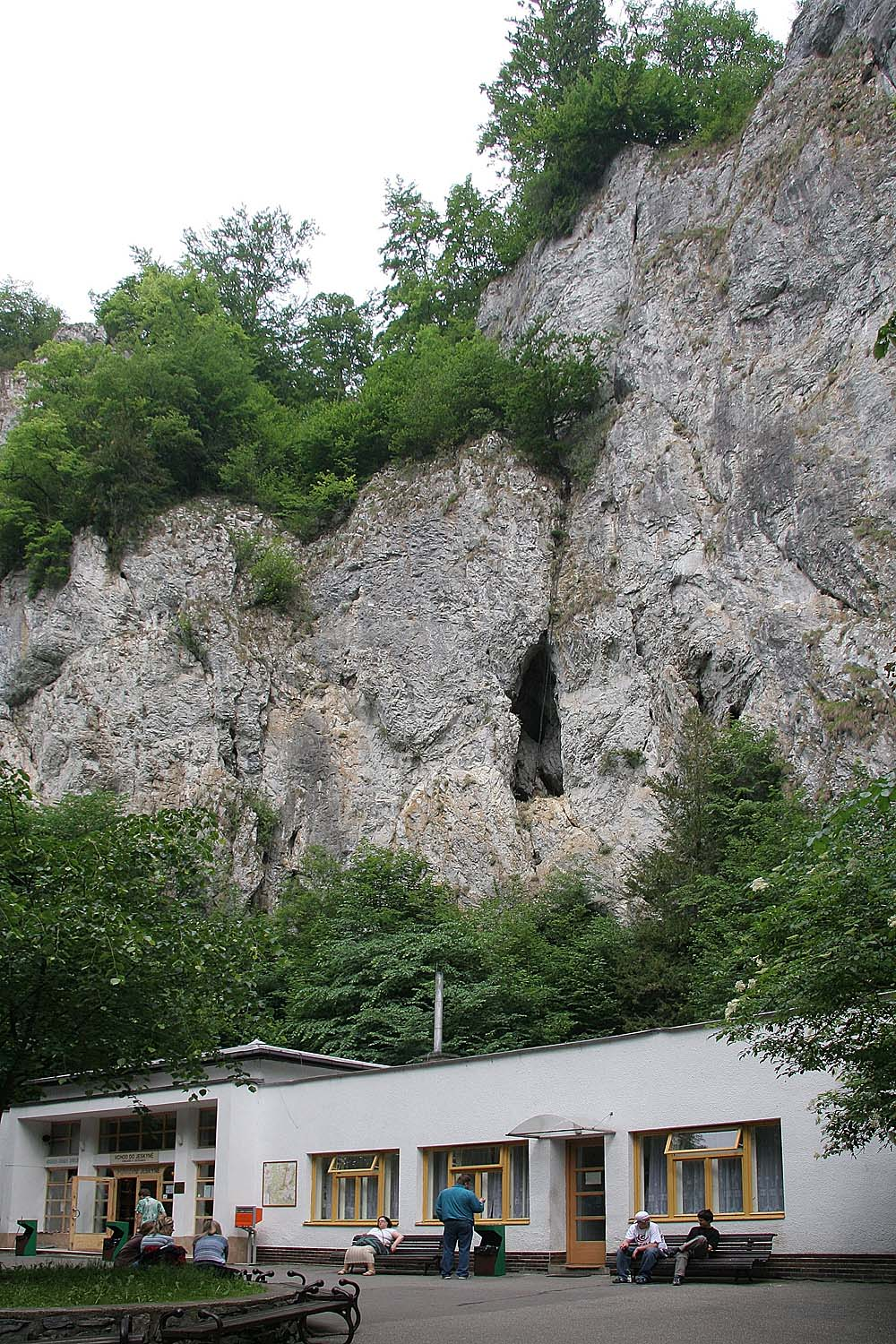
Punkevní jeskyně – vstup
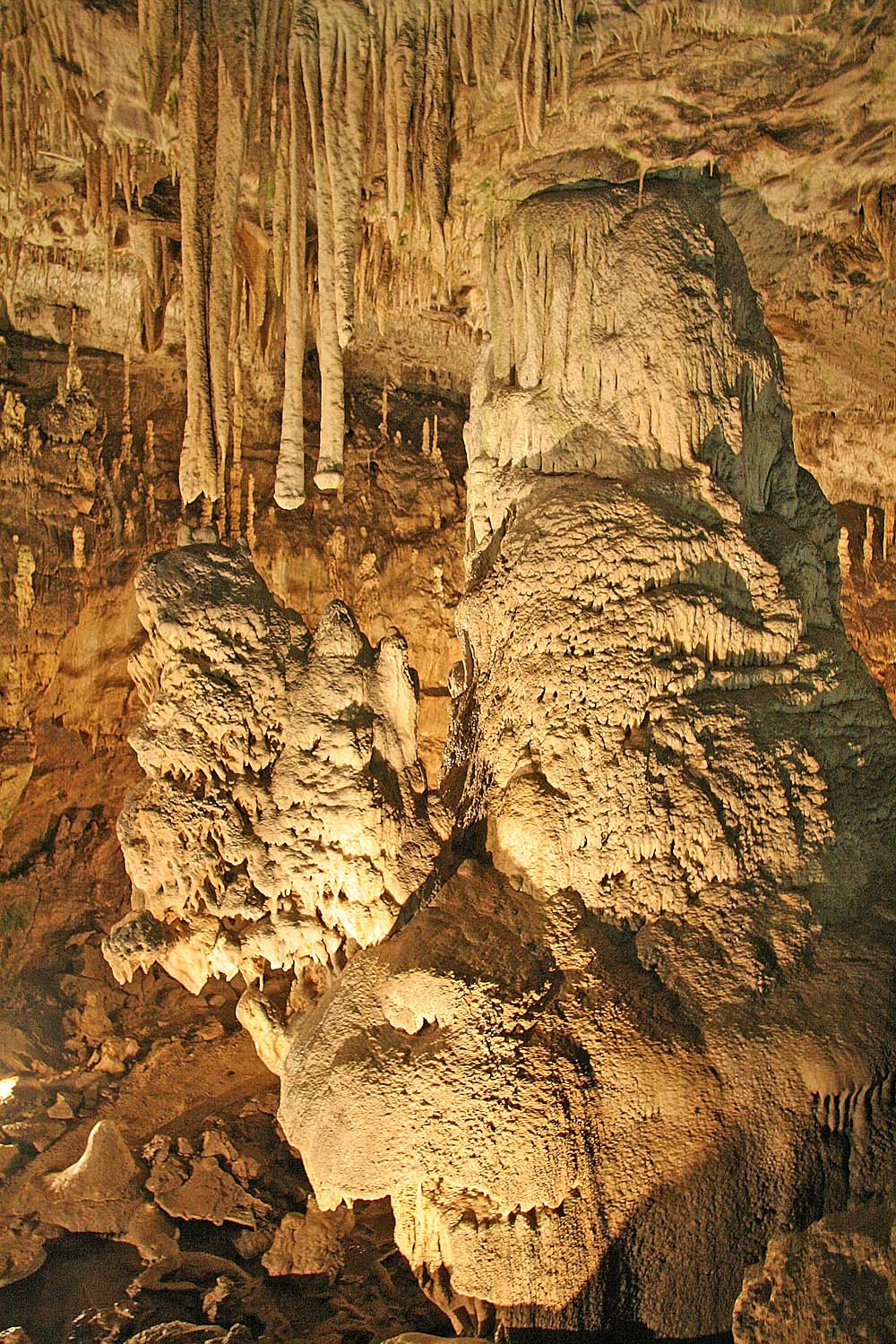
Přední dóm – Salmův sloup
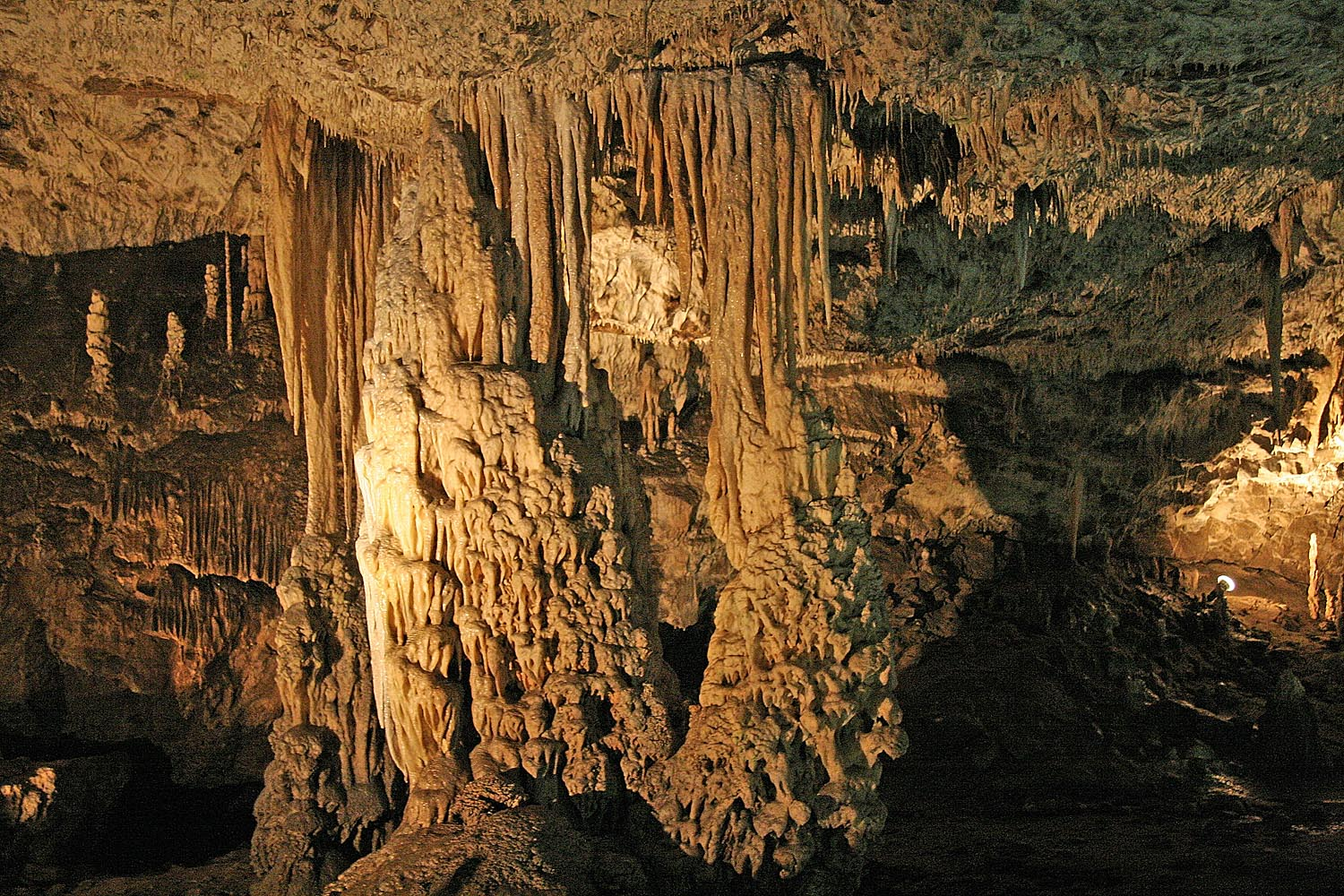
Přední dóm
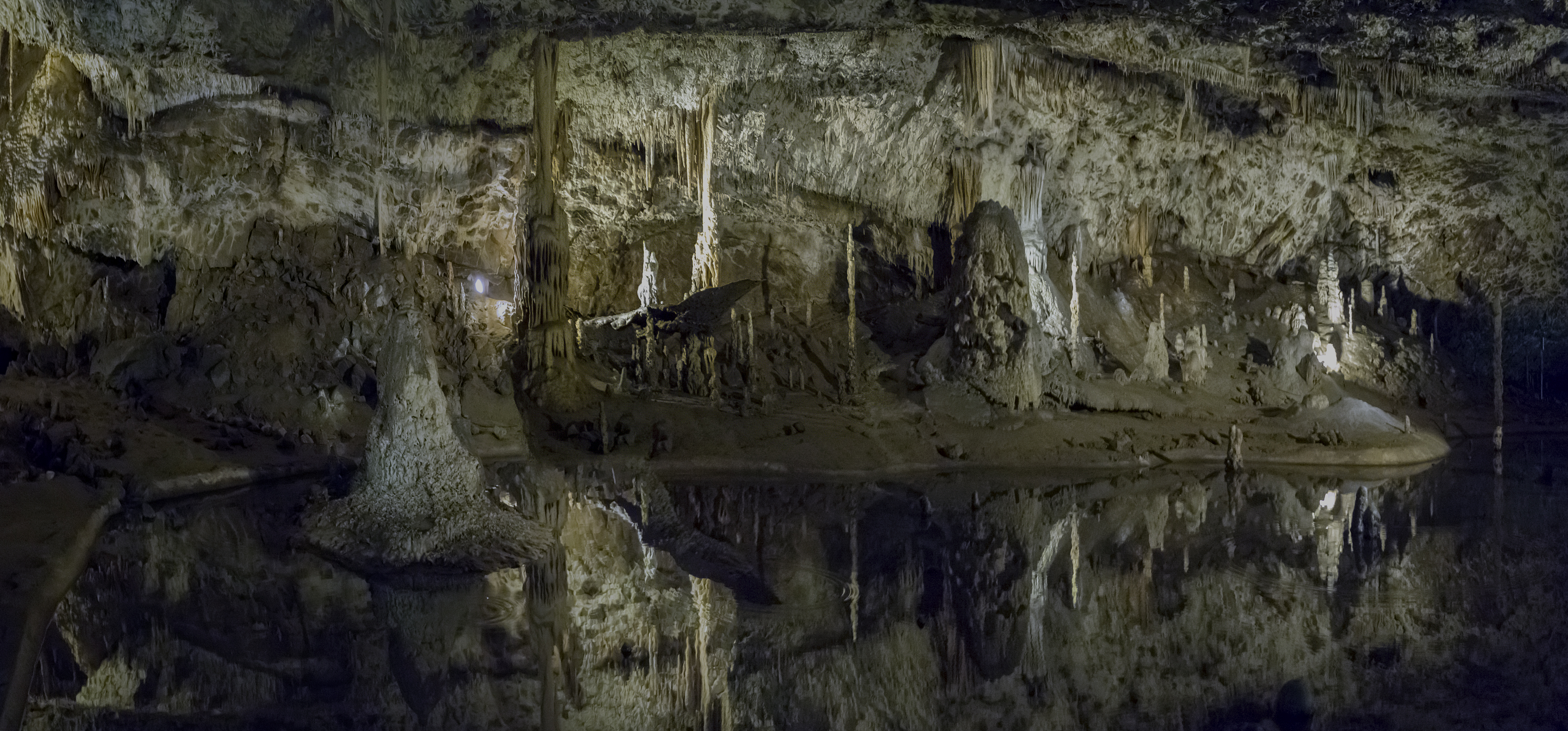
Zrcadlové jezírko
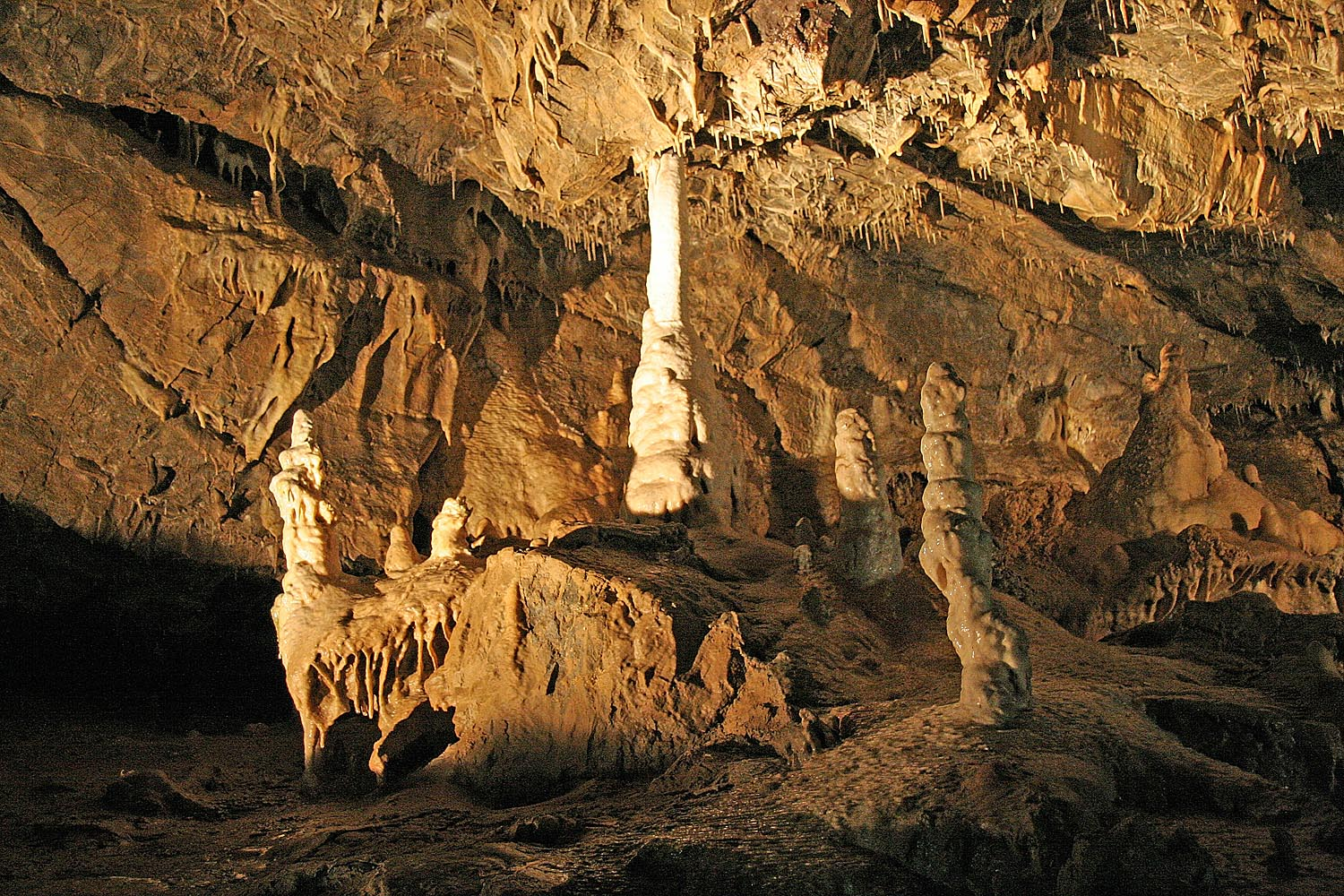
Stalagmitová chodba
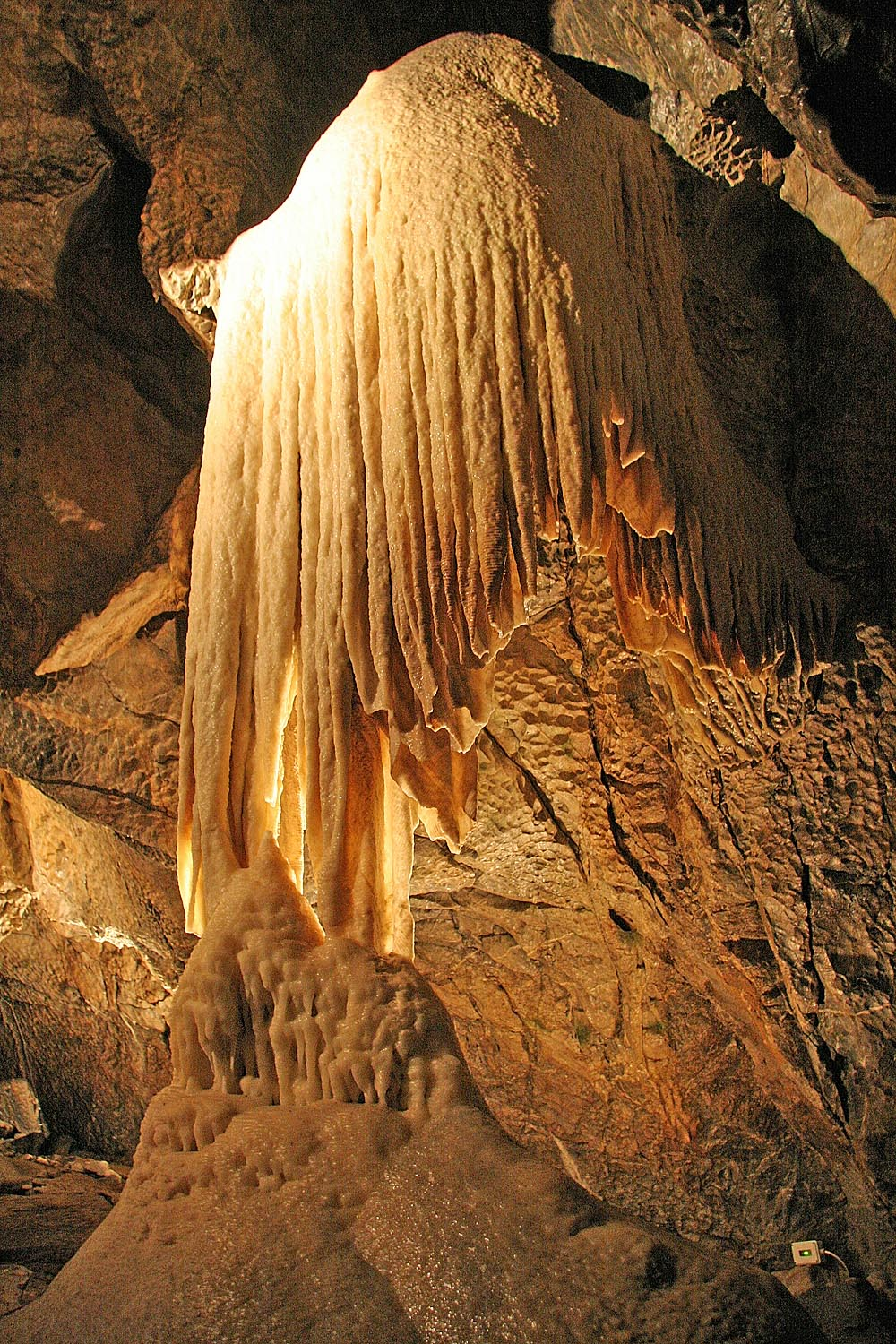
U Anděla – Jeskynní závěs
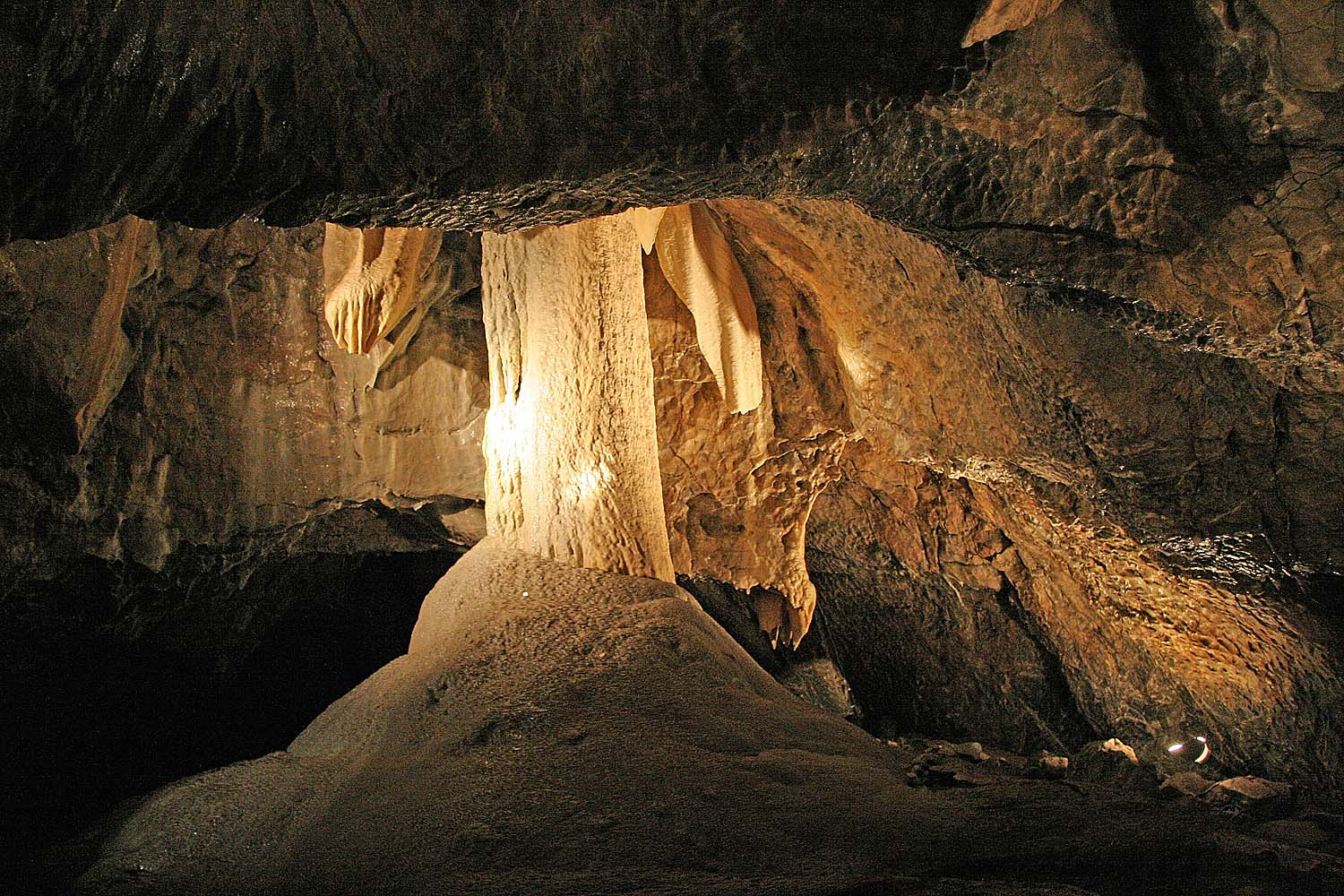
U Anděla – Stalagnát Anděl
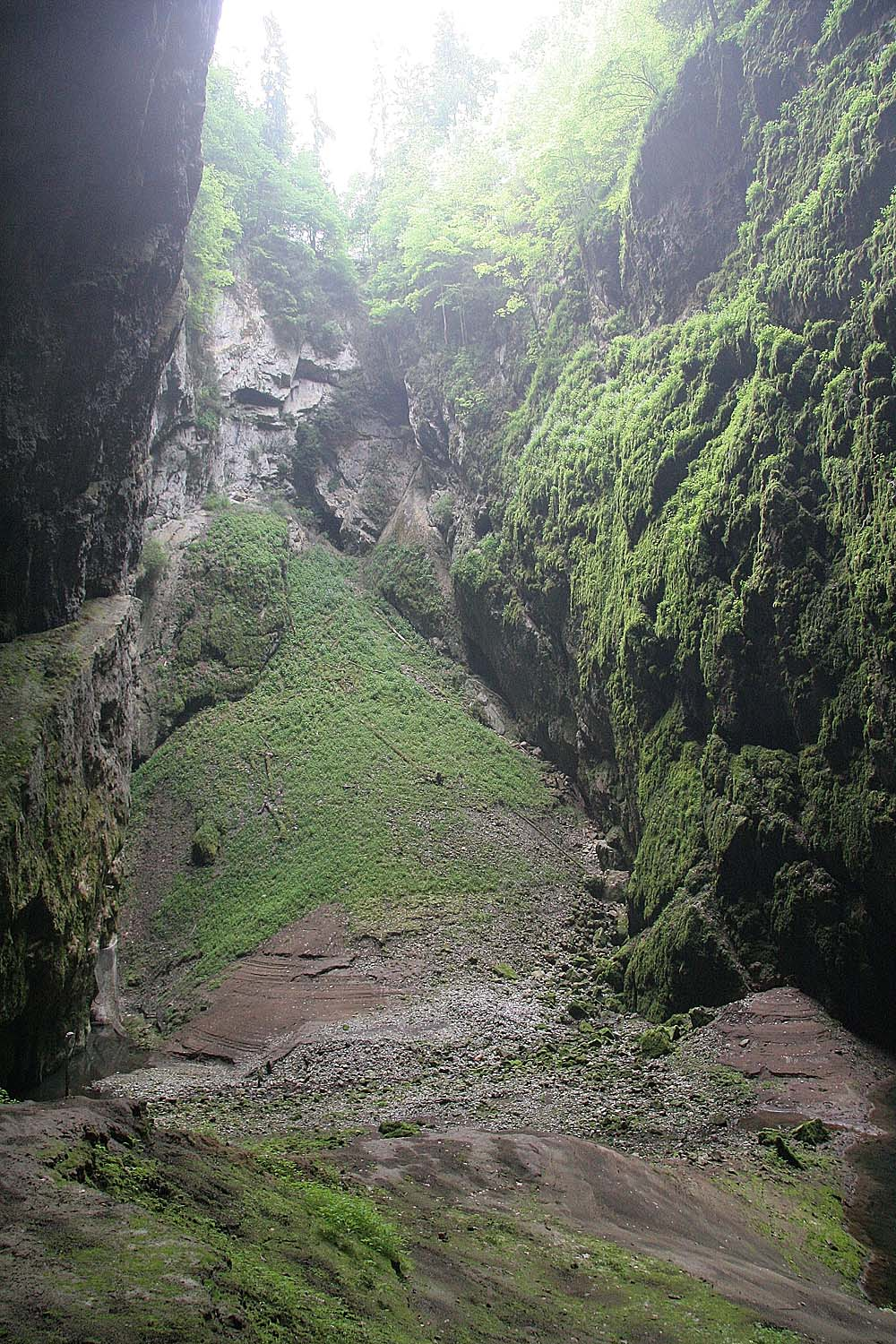
Suché dno propasti Macocha
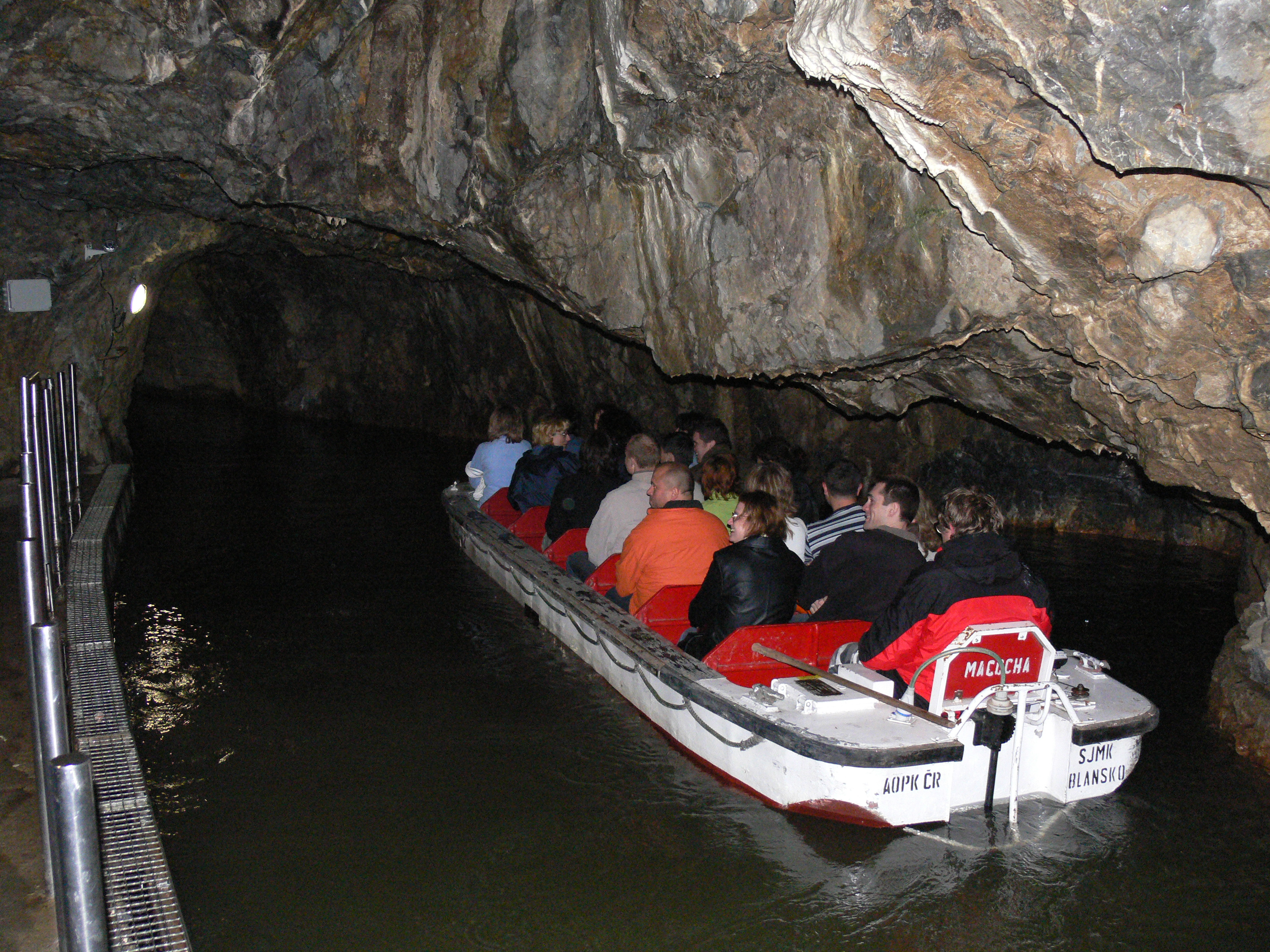
Přístaviště I – nástup u suchého dna propasti
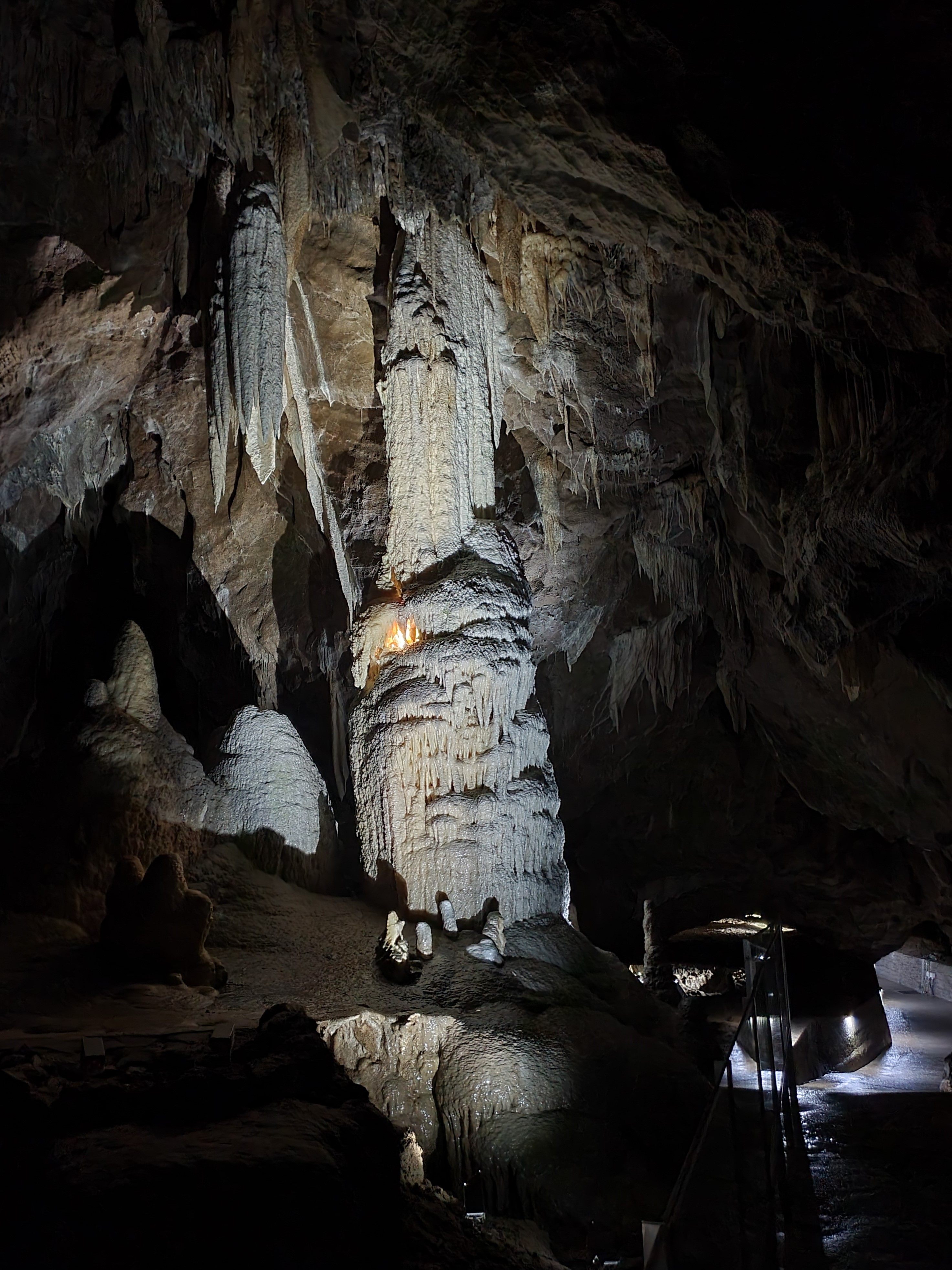
Masarykův dóm – Husův sloup
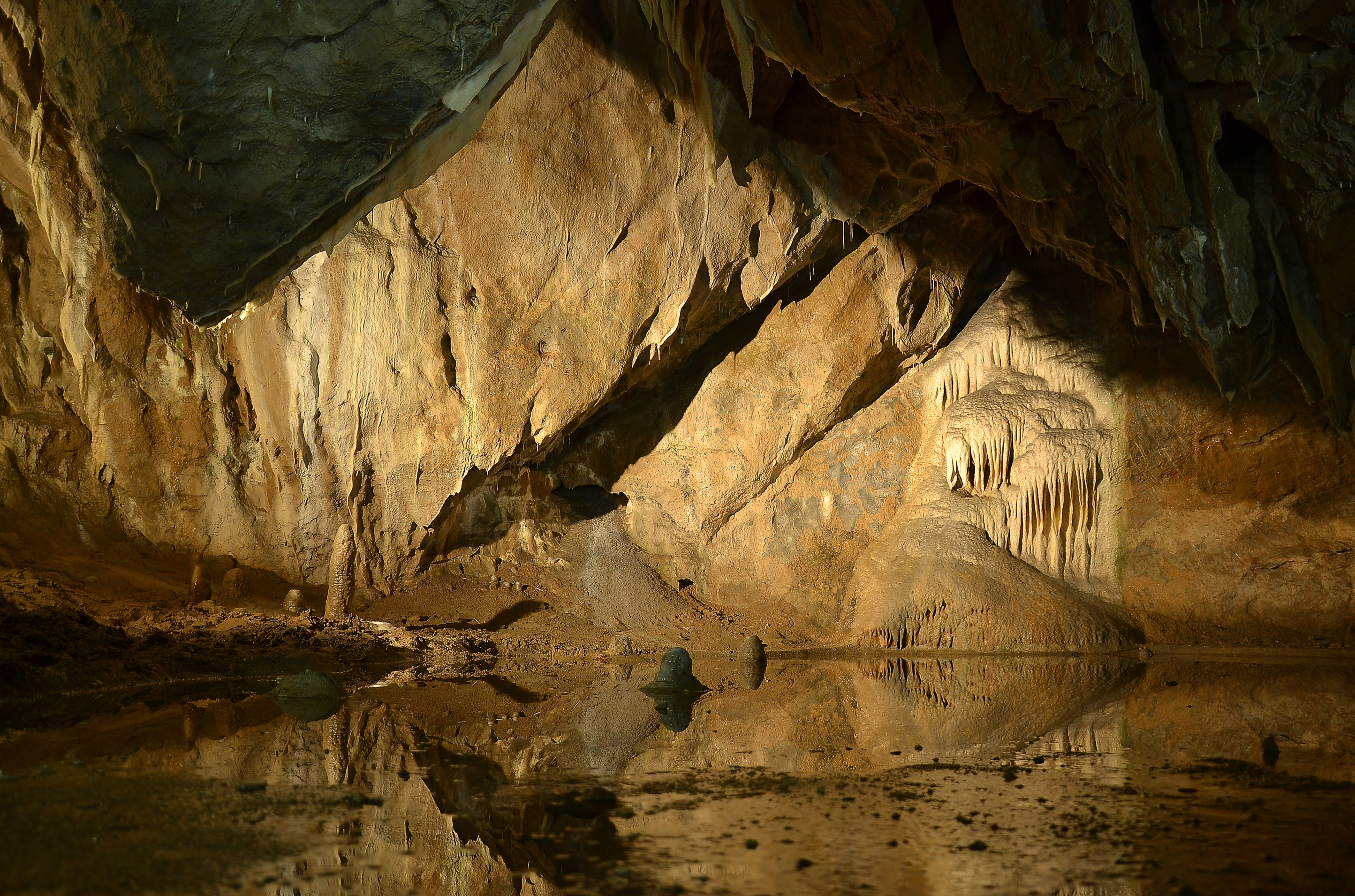
Masarykův dóm
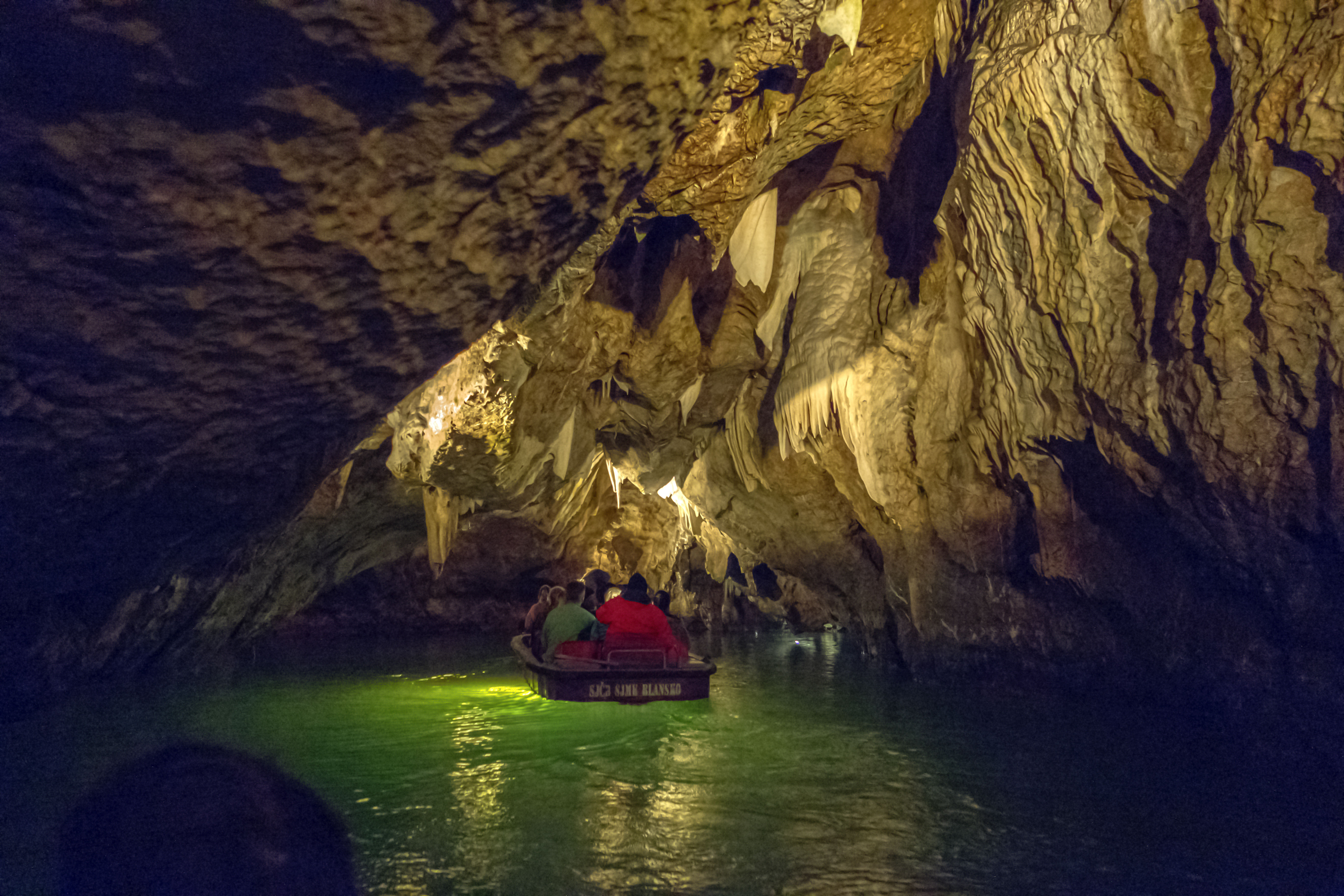
Plavba jeskynními chodbami
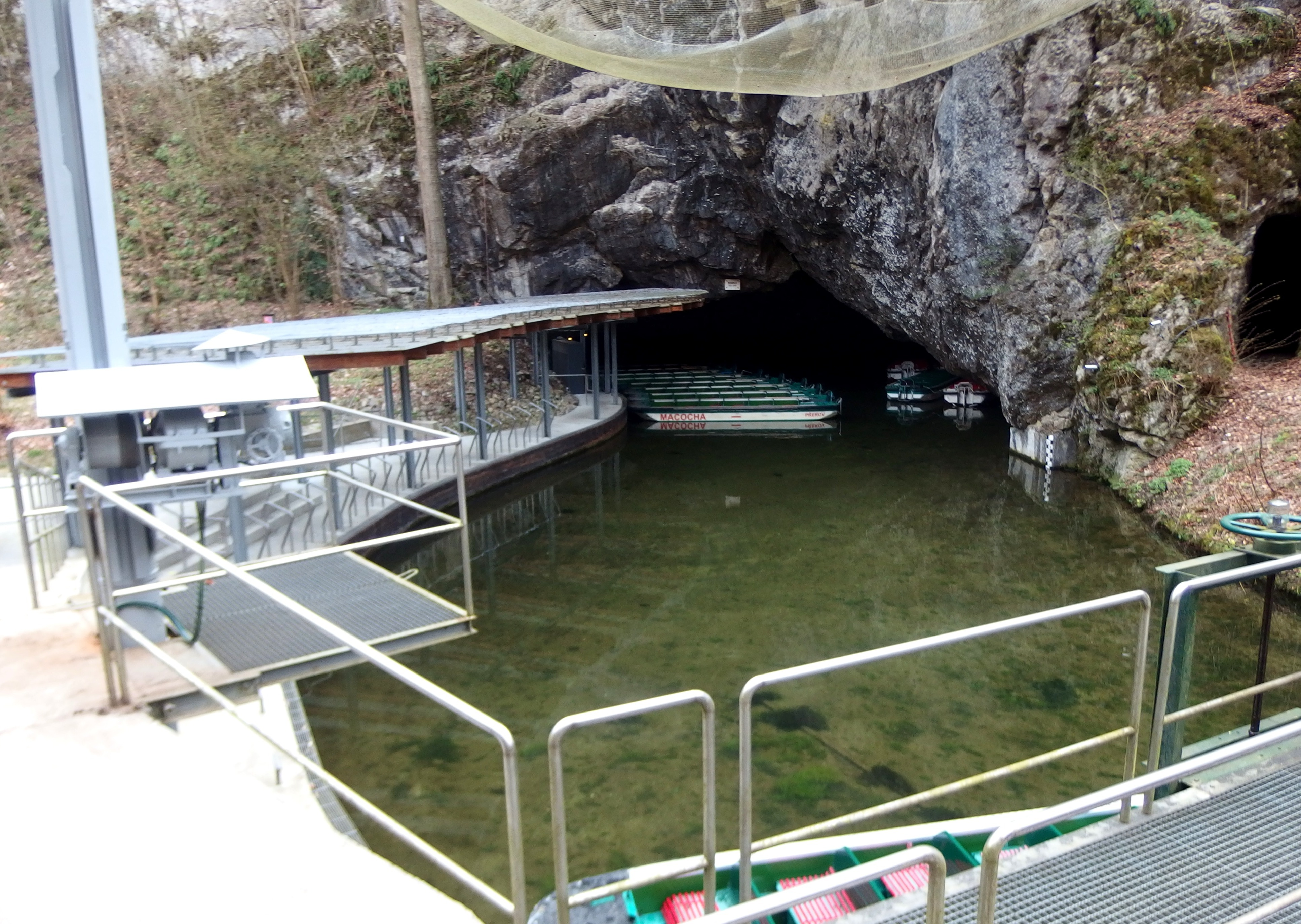
Přístaviště III – výstup u výtoku Punkvy

## Historie
- 1857 – Jindřich Wankel pronikl z výtoku Punkvy proti proudu do vzdálenosti cca 80 m
- 1909 – Objev Předního dómu
- 1910 – Objev Reichenbachova a Zadního dómu, zpřístupnění Předního dómu pro veřejnost
- 1913 – Instalace ocelového žebříku na dno Macochy a ražba štoly ze dna propasti, objevení dómu U Anděla a Tunelové chodby
- 1914 – Zpřístupnění suché části Punkevních jeskyní mezi Pustým žlebem a Macochou
- 1920 – Odstřelem Wankelova sifonu byly objeveny nové prostory Masarykův dóm a Skleněné dómy
- 1923–1924 – Neúspěšné pokusy o nalezení odtoku Punkvy ze dna Macochy
- 1928–1929 – Ražba odvodňovací štoly, která umožňuje snížit hladinu Punkvy o 6 metrů; Proniknutí ze dna Macochy do starého řečiště Punkvy
- 1933 – Propojení Pustého žlebu s Macochou vodní cestou, otevření plavby pro veřejnost
- 1948 – Prostřelení nového vchodu do jeskyně v úrovni prostranství před budovou jeskyně
- 1979 – Prostřelení nové chodby z dómu U Anděla na dno Macochy, původní chodba vedoucí na dno propasti byla z bezpečnostních důvodů zasypána
- 2013 – Prohloubení nové chodby obcházející hliněné síně a jediné schody bránící vozíčkářům v jejich cestě na dno propasti Macocha

## Vodní plavba

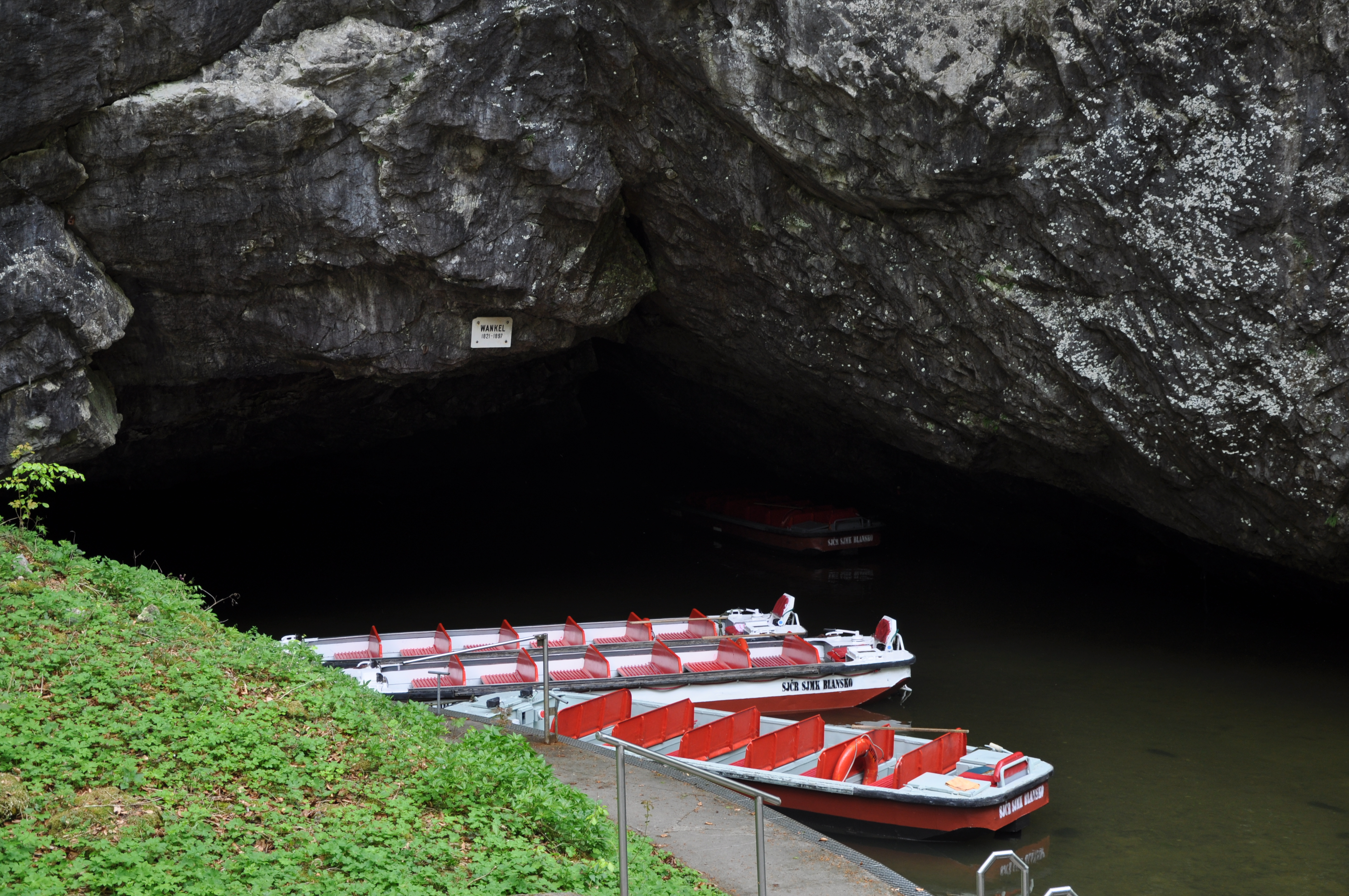
Přístaviště III s několika loděmi vyrobenými v Komárně (2013)

Vodní plavba v Punkevních jeskyních na podzemní řece Punkvě o délce 450 m (mezi nástupním podzemním Přístavištěm I, mezilehlým podzemním Přístavištěm II u Masarykova dómu a výstupním Přístavištěm III v Pustém žlebu u výtoku Punkvy) je zařazena mezi rekreační přívozy. Provozuje ji, stejně jako jeskyně, Správa jeskyní České republiky. Zajišťována je loděmi s elektromotorem. V rámci kontinentální Evropy je plavba návštěvníků na motorových lodích během prohlídky jeskyní ojedinělou záležitostí, pouze ve slovenské jeskyni Domica je součástí prohlídky i motorová plavba o délce 150 m.

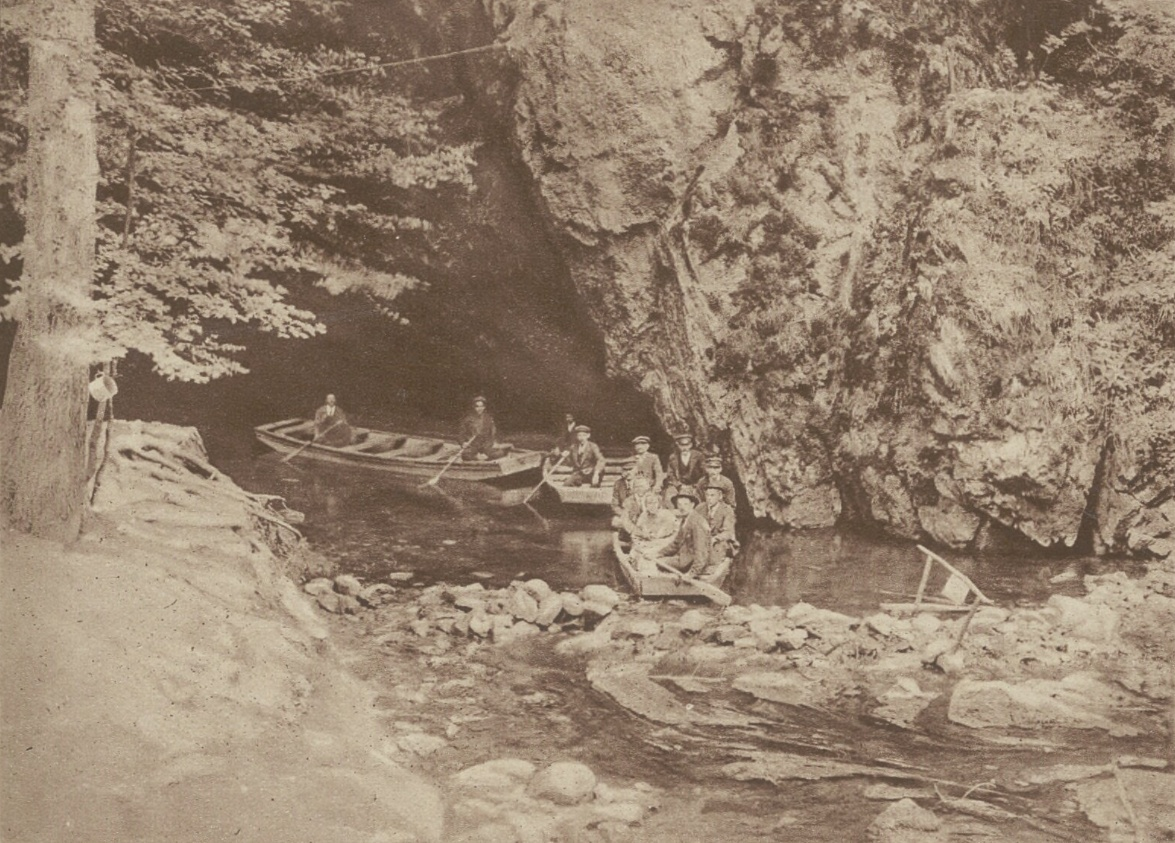
Lodě s návštěvníky u výtoku Punkvy ve 20. letech 20. století

Pro návštěvníky Punkevních jeskyní byla vodní plavba na člunech zavedena 30. března 1921, jednalo se však pouze o krátký úsek mezi výtokem Punkvy a Masarykovým dómem. Teprve po dalších úpravách podzemních chodeb s tokem řeky a konečném odstřelení Zlého sifonu počátkem roku 1933 byla 1. července 1933 zprovozněna plavba v současném rozsahu od suchého dna Macochy po výtok Punkvy. Původně zde byly v provozu dřevěné lodě odpichované vesly, které později nahradily kovové s elektromotorem. Až do 80. let 20. století musel být na přídi každé lodi lodník s bidlem, který plavidlo v úzkých chodbách s prudkými zatáčkami usměrňoval. Tehdy byly elektrické lodě vybaveny dokormidlovacím zařízením, takže na jejich obsluhu stačil pouze kapitán.
Lodní park byl do druhé poloviny 10. let 21. století tvořen deseti loděmi pro 18 cestujících, které byly v letech 1981 a 1991–1992 vyrobeny v loděnicích ve slovenském Komárně. V letech 2017–2018 byly nahrazeny deseti novými sedmimetrovými loděmi o stejné kapacitě od výrobce Jesko CZ z Hlavečníku.

### Lodní park
Dříve provozované lodě
- Komárno I (r. v. 1981, rejstř. č. 300638)
- Svitava I (r. v. 1981, rejstř. č. 300639)
- Kateřina I (r. v. 1981, rejstř. č. 300640)
- Macocha I (r. v. 1981, rejstř. č. 300641)
- Punkva I (r. v. 1981, rejstř. č. 300642)
- Blansko II (r. v. 1992, rejstř. č. 300637)
- Morava II (r. v. 1992, rejstř. č. 300827)
- Punkva II (r. v. 1992, rejstř. č. 300828)
- Absolon II (r. v. 1992, rejstř. č. 300829)
- Macocha II (r. v. 1992, rejstř. č. 300830)

Provozované lodě
- Wankel (r. v. 2017, rejstř. č. 304583)
- Morava (r. v. 2017, rejstř. č. 304585)
- Punkva (r. v. 2017, rejstř. č. 304586)
- Absolon (r. v. 2017, rejstř. č. 304587)
- Balcarka (r. v. 2017, rejstř. č. 304588)
- Svitava (r. v. 2018, rejstř. č. 304590)
- Blansko (r. v. 2018, rejstř. č. 304591)
- Kateřina (r. v. 2018, rejstř. č. 304592)
- Schopper (r. v. 2018, rejstř. č. 304593)
- Macocha (r. v. 2018, rejstř. č. 304594)